# Ben Healy (cyclisme)
Pour les articles homonymes, voir Ben Healy et Healy.
Ben Healy, né le 11 septembre 2000 à Kingswinford en Angleterre, est un coureur cycliste irlandais, membre de l'équipe EF Education-EasyPost.
Coureur offensif, il a remporté la presque intégralité de ses victoires professionnelles en solitaire, souvent après de longues échappées.

## Biographie

### Début de carrière
Ben Healy a commencé le cyclisme très jeune, participant à ses premières courses sur un vélodrome à Halesowen. Par la suite, il s'oriente vers le VTT et intégre la British Cycling Olympic Development Academy, bien que celle-ci ne l'ait pas soutenu durant ses années juniors. Né en Angleterre, Healy qui grandi près de Birmingham, s'est ensuite tourné vers l'Irlande, pays natal de son père. La licence irlandaise lui a ouvert de meilleures opportunités.
En tant que junior, Healy remporte en 2018 une étape des Trois Jours d'Axel et devient champion d'Irlande du contre-la-montre. Chez les moins de 23 ans, il court pour les équipes Wiggins Le Col et Trinity Racing. En 2018, il remporte la 10e étape du Tour d'Italie espoirs. En 2019, il remporte à l'issue d'une échappée la 5e étape du Tour de l'Avenir. À 18 ans, il devient à cette occasion le plus jeune vainqueur d'une étape dans l'histoire de la course, ainsi que le premier Irlandais à s'imposer depuis Nicolas Roche en 2006,,.
En 2020, il remporte la dernière étape de la Ronde de l'Isard à Saint-Girons, après un numéro en solitaire. Lors des championnats d'Irlande sur route, il remporte tout d'abord le titre espoirs sur le contre-la-montre, bien qu'ayant réalisé le meilleur temps toutes catégories confondues. Deux jours plus tard, il s'impose sur la course en ligne devant Nicolas Roche, et remporte à la fois le titre chez les élites et les espoirs.

### EF Education

#### 2022: première saison professionnelle
En 2022, il rejoint des rangs de l'équipe World Tour américaine EF Education. En juin, il devient champion d'Irlande du contre-la-montre et se classe troisième de la course en ligne. Deux mois plus tard, il termine sixième du championnat d'Europe du contre-la-montre.

#### 2023: vainqueur d'étape du Giro

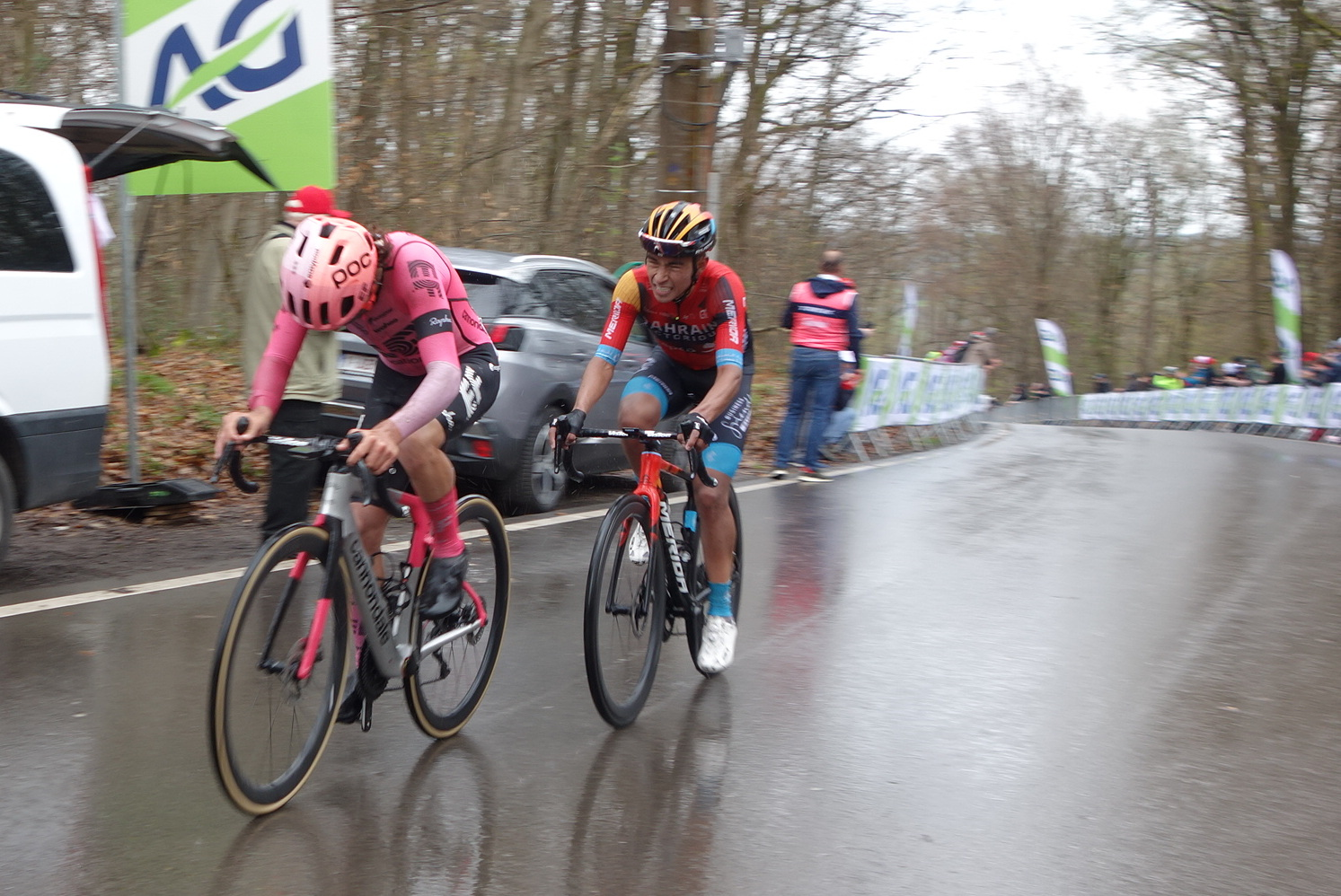
Ben Healy (à gauche) et Santiago Buitrago (à droite) lors de Liège-Bastogne-Liège 2023.

Il commence sa saison 2023 avec un podium sur le Trofeo Calvià. Le 23 mars, il remporte la troisième étape de la Semaine internationale Coppi et Bartali lors d'un sprint à trois, puis se classe troisième et meilleur du jeune du classement général final. Le 26 mars, il enchaine en remportant en solitaire le Grand Prix de Larciano qui fait partie du calendrier ProSeries. 
En avril, il se révèle au grand public en se plaçant parmi les meilleurs lors des classiques printanières. Lors de la Flèche brabançonne, il termine deuxième, battu dans un sprint à deux par Dorian Godon. Il prend ensuite la deuxième place de l'Amstel Gold Race derrière Tadej Pogačar, signant ainsi son premier podium sur une course World Tour. Lors de Liège-Bastogne-Liège, il fait partie d'un groupe de trois coureurs qui se joue la deuxième place derrière Remco Evenepoel, mais doit se contenter de la quatrième place.
Le 13 mai, il remporte la 8e étape du Tour d'Italie à Fossombrone au terme d'une échappée solitaire de 50 kilomètres. Il termine également deuxième de la 15e étape, mène le classement de la montagne pendant deux jours et termine 55e au classement général. Le 25 juin, il remporte pour la deuxième fois les championnats d'Irlande de cyclisme sur route à Dungannon en Irlande du Nord, après un raid en solitaire de 100 kilomètres.
Le 22 septembre, il remporte en solitaire la troisième étape du Tour de Luxembourg à Vianden et s'empare du maillot de leader du classement général mais le perd dès le lendemain à l'issue du contre-la-montre de Pétange.

#### 2024: une année moins prolifique
La saison 2024 s'avère beaucoup moins réussie que la précédente. Healy ne remporte qu'une seule victoire lors de la dernière étape du Tour de Slovénie le 16 juin à Novo mesto. Il participe pour la première fois au Tour de France où il se classe deux fois dans le top 10 d'une étape : 9e du contre-la-montre à Gevrey-Chambertin lors de la 7e étape et 5e de la 9e étape empruntant les chemins de vignes autour de Troyes. Il termine ce Tour à la 27e place. En fin de saison, il est dixième des Jeux olympiques de Paris et prend la septième place des championnats du monde de Zurich remportés par Tadej Pogačar.

#### 2025: vainqueur d'étape du Tour et podium sur Liège-Bastogne-Liège
Le 8 mars, il prend la quatrième place aux Strade Bianche. Le 11 avril, il remporte après 193 kilomètres d'échappée, dont 56 en solitaire, la quatrième étape du Tour du Pays basque. Le 27 avril, il se classe troisième de Liège-Bastogne-Liège derrière un Tadej Pogačar inaccessible. Accompagné par Giulio Ciccone, il avait lâché Tom Pidcock et Julian Alaphilippe dans l'ultime difficulté de la journée, la Roche-aux-faucons, mais est battu au sprint pour la deuxième place par l'Italien à Liège.
Le 10 juillet, il remporte la sixième étape du Tour de France à Vire au terme d'une échappée solitaire de 42 km. Quatre jours plus tard, il anime une nouvelle échappée au long cours sur la 10e étape, qu'il termine à la troisième place, pour s'emparer du maillot jaune au Mont-Dore : une première pour l'Irlande depuis Stephen Roche en 1987. Lâché dès les premières pentes du col du Soulor lors de la première étape pyrénéenne (12e étape), il cède son maillot jaune à Tadej Pogačar. Il reçoit le prix de la combativité au terme des 6e, 10e et 16e étapes ainsi que le prix de super-combatif du Tour.

## Palmarès

### Palmarès amateur
| - 2017 - Bizkaiko Itzulia : - Classement général - 4e étape (contre-la-montre) - 2e du Tour du Pays de Galles juniors - 3e du Giro di Basilicata - 2018 - Champion d'Irlande du contre-la-montre juniors - Prologue du Junior Tour of Mendips - 3e étape des Trois Jours d'Axel - 2e du championnat d'Irlande sur route juniors | - 2019 - Classement général de la Rás Mumhan - 5e étape du Tour de l'Avenir - 2e du championnat d'Irlande du contre-la-montre espoirs - 2e du championnat d'Irlande sur route espoirs - 2020 - Champion d'Irlande sur route espoirs - Champion d'Irlande du contre-la-montre espoirs - 4e étape de la Ronde de l'Isard - 2021 - 10e étape du Tour d'Italie espoirs |  |

### Palmarès professionnel
| - 2020 - Champion d'Irlande sur route - 2022 - Champion d'Irlande du contre-la-montre - 6e du championnat d'Europe du contre-la-montre - 2023 - Champion d'Irlande sur route - 8e étape du Tour d'Italie - 3e étape de la Semaine internationale Coppi et Bartali - Grand Prix de l'industrie et de l'artisanat de Larciano - 3e étape du Tour de Luxembourg - 2e de l'Amstel Gold Race - 2e de la Flèche brabançonne - 2e de la Classique d'Ordizia - 3e du Trofeo Calvià - 3e de la Semaine internationale Coppi et Bartali - 3e du Tour de Luxembourg - 4e de Liège-Bastogne-Liège | - 2024 - 5e étape du Tour de Slovénie - 7e du championnat du monde sur route - 10e de la course en ligne des Jeux olympiques - 2025 - 5e étape du Tour du Pays basque - Tour de France : - Prix de la combativité - 6e étape - 3e de Liège-Bastogne-Liège - 4e des Strade Bianche - 5e de la Flèche wallonne - 9e du Tour de France - 10e de l'Amstel Gold Race |  |

### Résultats sur les grands tours

#### Tour de France
2 participations
- 2024 : 27e
- 2025 : 9e,  vainqueur du prix de la combativité, vainqueur de la 6e étape,  maillot jaune pendant 2 jours

#### Tour d'Italie
1 participation
- 2023 : 55e, vainqueur de la 8e étape

## Classements mondiaux
| Année                                 | 2019  | 2020 | 2021 | 2022 | 2023 | 2024 |
| ------------------------------------- | ----- | ---- | ---- | ---- | ---- | ---- |
| Classement mondial                    | 1269e | 288e | 974e | 386e | 22e  | 93e  |
| UCI Europe Tour                       | 876e  | 236e | 730e | 312e | 21e  | 76e  |
|                                       |       |      |      |      |      |      |
| Légende : nc = non classéSource : UCI |       |      |      |      |      |      |